# Ludwig van B. – Meine unsterbliche Geliebte
Ludwig van B. – Meine unsterbliche Geliebte (Originaltitel: Immortal Beloved) ist ein britisch-US-amerikanischer Spielfilm aus dem Jahr 1994. Der teilweise fiktive Biografiefilm über das Leben Ludwig van Beethovens entstand unter der Regie von Bernard Rose. Die Hauptrollen spielen Gary Oldman als Beethoven sowie Jeroen Krabbé als dessen Sekretär Anton Felix Schindler.

## Handlung
Im Jahr 1827 wird Ludwig van Beethoven unter großer Anteilnahme der Bevölkerung beigesetzt. In seinem Nachlass findet sein Sekretär Anton Schindler einen Brief, in dem er sein gesamtes Vermögen seiner «Unsterblichen Geliebten» vermacht. Sogleich macht sich Schindler auf die Suche, um hinter die Identität der Unbekannten zu kommen.
Schindlers erste Spur führt ihn in ein Karlsbader Hotel. Die Wirtin erzählt Schindler, dass Beethoven ein Zimmer bei ihr reserviert hatte; dieses wurde jedoch kurz darauf von einer verschleierten Unbekannten bezogen. An sie war auch ein Brief Beethovens gerichtet, in dem Beethoven sein baldiges Kommen versprach. Bei Beethovens Ankunft war die Unbekannte jedoch verschwunden, vor Wut zertrümmerte Beethoven das Mobiliar.
Als Nächstes besucht Schindler Gräfin Giulietta Guicciardi. Diese erzählt ihm davon, wie sie im Alter von 17 Jahren in Wien Beethoven kennenlernte, der sogleich ihr Klavierlehrer wurde. Bei einem Spaziergang im Park erzählte er ihr von seiner Arbeit an einer neuen Sinfonie, mit der er seinen Protest gegen die Aristokratie auszudrücken beabsichtigte; daher sollte diese Sinfonie, die «Eroica», auch Napoleon Bonaparte gewidmet sein, der die Ideale der Französischen Revolution zur Vollendung zu bringen versprach. Gegen Giuliettas und Beethovens Heiratspläne meldete jedoch Giuliettas Vater Bedenken an, weil der mittellose Beethoven wegen einer drohenden Taubheit bald nicht mehr arbeiten könne. Bei einem Versuch Giuliettas, Beethovens noch vorhandene Spielfähigkeit zu beweisen, sah sich Beethoven durch diesen Test um seine Gefühle betrogen.
Beethovens Bruder Nikolaus Johann erzählt Schindler von Beethovens Reaktion, als beider gemeinsamer Bruder Casper Anton Carl ihm und Beethoven mitteilte, Johanna Reiß heiraten zu wollen: Beethoven hielt sie wegen ihrer Promiskuität für moralisch bedenklich und schrak nicht einmal davor zurück, die Polizei in sein Haus zu schicken.
Gräfin Erdődy erzählt Schindler von ihrer Bekanntschaft mit Beethoven und ihrer Wertschätzung von ihm. Erschüttert wurde sie Zeugin der von Beethoven dirigierten Uraufführung seines 5. Klavierkonzerts, die wegen seiner Taubheit zum Fiasko wurde. Wenig später krönte sich Napoleon selbst zum Kaiser und überzog Europa mit Krieg; enttäuscht strich Beethoven die Widmung der «Eroica» an sein ehemaliges Idol vom Titelblatt der Partitur. Zwischen Gräfin Erdődy und Beethoven entwickelte sich eine Beziehung, der jedoch keine Zukunft beschieden war.
Schindler wiederum erzählt der Gräfin, dass ihm Beethoven bei der Uraufführung der Violinsonate Nr. 9 (der «Kreutzer-Sonate») bereits von jener unbekannten Geliebten erzählte. Als Casper wenig später an der Schwindsucht starb, beantragte Beethoven umgehend das Sorgerecht für seinen Neffen Karl. Beim Klavierspielen mit Karl erinnerte sich Beethoven daran, wie sein Vater aus dem kleinen Ludwig ein Wunderkind machen wollte und auch vor Prügel nicht zurückschrak – was letztendlich der Grund für seine zunehmende Ertaubung ist, die schon begann, als er 28 Jahre alt war. Johanna van Beethoven zog indes gegen Ludwig um das Sorgerecht für ihren Sohn vor Gericht. Dank der Hilfe von Fürst Klemens Metternich ging der Prozess entgegen den Erwartungen für Beethoven siegreich aus. Nun konzentrierte sich Beethoven mit ganzer Seele auf Karls musikalische Ausbildung und mischte sich sogar unerbittlich in dessen Privatleben ein. Als auch Schindlers Eingreifen erfolglos blieb, unternahm Karl einen Selbstmordversuch. Nach dessen Scheitern erntete Beethoven wegen seines Umgangs mit seinem Neffen in Wien Verachtung.
Als Schindler kurz vor seiner Abfahrt Gräfin Erdődy den Brief aus Beethovens Nachlass zeigt, kann diese ihm die Identität der Unbekannten mitteilen.
Sofort macht sich Schindler auf den Weg zu Johanna van Beethoven. Diese schildert ihm, wie sie bei der Uraufführung der 9. Sinfonie ihren Frieden mit Beethoven fand, der ihr schließlich kurz vor seinem Tod das Sorgerecht an Karl zurückgab. Johanna erzählt Schindler, dass sie einst mit Beethoven eine Beziehung hatte, aber von einem Tag auf den anderen von ihm verlassen wurde. Sie war auch jene Unbekannte, mit der sich Beethoven in Karlsbad treffen wollte. Johanna, die von Beethoven ein Kind erwartete, verließ kurz vor seiner Ankunft das Hotel, ohne den damals an sie gerichteten Brief gelesen zu haben; dieser stellt sich als identisch mit dem Brief an die «Unsterbliche Geliebte» heraus.

## Hintergrund
Im Gegensatz zum Film, der in Johanna van Beethoven die Adressatin von Beethovens rätselhaftem Liebesbrief vermutet, gehen einige Beethoven-Forscher davon aus, dass es sich bei der „Unsterblichen Geliebten“ in Wahrheit möglicherweise um Antonie Brentano oder um Josephine Brunsvik handelte.

## Kritiken
„Ein gediegenes, aber wenig originelles und zunehmend langatmiges Komponistenporträt, das weit hinter früheren Versionen zurücksteht.“

„Im Eifer, es dem Vorbild ,Amadeus' nachzutun, durchmißt ,Ludwig van B.' sämtliche Abgründe des musikalischen Biopics. Gary Oldman ist B.s überlieferte Neigung zum Jähzorn ein Anlaß, sich hemmungslos auszuagieren, und nicht zuletzt seinen Manierismen ist es zuzuschreiben, daß der Film den genialischen Künstlerdramen vorvergangener Jahrzehnte ähnelt: So viel Leidenschaft war nicht mehr, seit Dirk Bogardes Franz Liszt sich 1960 den Frauen ab- und der Religion zuwandte.“